# Чанчжэн-2C
Чанчжэн 2C или CZ-2C (кит. трад. 長征二號丙, упр. 长征二号丙, пиньинь Chángzhēng èr hào bǐng, палл. Чанчжэн эр хао бин, буквально Великий поход 2C) — двухступенчатая ракета-носитель Китайской Народной Республики серии «Чанчжэн».

## Версии
- 2C/SD — для запуска коммерческих спутников (может нести несколько спутников).
- 2C/SM — модифицированная версия.
- 2C/CTS — трёхступенчатая версия.

## Характеристики
| Показатель           | Первая ступень                                    | Вторая ступень                                    | CTS                   |
| -------------------- | ------------------------------------------------- | ------------------------------------------------- | --------------------- |
| Длина (м)            | 25,720                                            | 7,757                                             | 1,5                   |
| Диаметр (м)          | 3,35                                              | 3,35                                              | 2,7                   |
| Тип РД               | DaFY6-2                                           | DaFY20-1 (основной) DaFY21-1 (верньер)            | Системный двигатель   |
| Тяга (кН)            | 2961,6                                            | 741,4 (основной) 11,8 х 4 (верньер)               | 10,78                 |
| Уд. импульс (Н·с/кг) | 2556,5                                            | 2922,37 (основной) 2834,11 (верньер)              | 2804                  |
| Тип топлива          | Тетраоксид диазота/Несимметричный диметилгидразин | Тетраоксид диазота/Несимметричный диметилгидразин | Полибутадиен/Гидразин |
| Объём топлива (кг)   | 162706                                            | 54667                                             | 125/50                |

## История запусков
Первый запуск ракеты-носителя CZ-2C состоялся 9 сентября 1982 года.
Всего было осуществлено 54 запуска, из которых 53 были успешными.